# 루칠라 보아리
루칠라 보아리(이탈리아어: Lucilla Boari, 1997년 3월 24일~)는 이탈리아의 양궁 선수이다. 2020년 하계 올림픽 양궁 여자 개인전 동메달 결정전에서 미국의 매켄지 브라운를 꺾으면서 동메달을 획득했다.